# ピーター・ドラッカー
ピーター・ファーディナンド・ドラッカー（Peter Ferdinand Drucker、ドイツ語名：ペーター・フェルディナント・ドルッカー 、1909年11月19日 - 2005年11月11日）は、オーストリア・ウィーン生まれのユダヤ系オーストリア人経営学者。「現代経営学」あるいは「マネジメント」(management) の発明者。
他人からは未来学者（フューチャリスト）と呼ばれたこともあったが、自分では「社会生態学者」を名乗った。義理の叔父に公法学者・国際法学者のハンス・ケルゼン（母方の叔母であるマルガレーテ・ボンディの夫）がいる。

## 経歴
父・アドルフ・ドルッカー（ウィーン大学教授）と母・カロリーネ・ボンディの間の子で、ウィーンで裕福なドイツ系ユダヤ人の家庭に生まれる。ドラッカーの自著によれば、父親はフリーメイソンのグランド・マスターだった。1917年に両親の紹介で、同じユダヤ人の心理学者ジークムント・フロイトに会う。
1929年、ドイツ・フランクフルト・アム・マインの『フランクフルター・ゲネラル・アンツァイガー』紙の記者になる。
1931年にフランクフルト大学にて法学博士号を取得。この頃、国家社会主義ドイツ労働者党（ナチ党、ナチス）のアドルフ・ヒトラーやヨーゼフ・ゲッベルスから度々インタビューが許可された。
1933年、自ら発表した論文がユダヤ人を嫌うナチ党の怒りを買うことを確信し、退職して急遽ウィーンに戻り、イギリスのロンドンに移住。ジョン・メイナード・ケインズの講義を直接受ける傍ら、イギリスの投資銀行に勤める。
1937年、同じドイツ系ユダヤ人のドリス・シュミットと結婚。
1939年、アメリカ合衆国に移住し、処女作『経済人の終わり』を上梓。
1942年にバーモント州ベニントンのベニントン大学教授となった。1943年にアメリカ合衆国国籍を取得。
1950年から1971年までの約20年間、ニューヨーク大学（現在のスターン経営大学院）の教授を務めた。
1959年に初来日し、以降も度々来日した。日本古美術のコレクションを始める（後述）。1966年には「産業経営の近代化および日米親善への寄与」が認められ勲三等瑞宝章を受勲。
1971年にカリフォルニア州クレアモントのクレアモント大学院大学教授となり、以後2003年まで務める。1979年に自伝『傍観者の時代』を、1982年には初めての小説『最後の四重奏』を著す。
2002年、アメリカ政府から大統領自由勲章を授与される。
2005年にクレアモントの自宅にて老衰のため死去。95歳没。

## 思想など
ユダヤ系だったドラッカーは、ナチスの勃興に直面し、古い19世紀的ヨーロッパ社会の原理が崩壊するのを目撃し、危険を悟りイギリスを経てアメリカに家族とともに逃れた。
そこで彼が目にしたのは20世紀の新しい社会原理として登場した組織、巨大企業だった。彼はその社会的使命を解明すべく、研究対象となるアメリカ大企業に協力を呼び掛けていた。その中で大手自動車メーカーのゼネラルモーターズ（GM）が、彼に声をかけた。彼は「同社の経営方針、経営組織を社外の立場から研究報告するように依頼された」。彼は、この依頼によって報酬の支払いを受ける一方で、彼自身の研究をすることを許された。そして書かれたのが『会社の概念』（1946年）(ダイヤモンド社のドラッカー名著集上では『企業とは何か』)だった。それは、当時の副社長だったドナルドソン・ブラウンが、『産業人の未来』（原題：The Future of Industrial Man）を読み、それに触発されてドラッカーに声をかけたことが発端である。『会社の概念』は政治学者ドラッカーの立場で書かれたもので、後の一連のマネジメント書とは違うものである。
フォード・モーター再建の教科書として使われたと言われているが、それは反ユダヤ主義の人種差別主義者のヘンリー・フォードが指揮を取ったことでも知られる、フォードを救うことは本人の意図した結果ではなかった。
彼は「分権化」などの多くの重要な経営コンセプトを考案したが、その興味・関心は企業の世界に留まることを知らず、社会一般の動向にまで及んだ。「民営化」や「知識労働者」は彼の造語で、後に世界中に広まる。特に非営利企業の経営には大きなエネルギーを費やした。1990年には『非営利組織の経営』（原題：Managing the Nonprofit Organization: Principles and Practices）を著している。またフレデリック・テイラーの『科学的管理法』やアブラハム・マズローの『欲求の5段階説』にも多大な影響を受けた。
彼の著作には大きく分けて、組織のマネジメントを取り上げたものと、社会や政治などを取り上げたものがある。本人によれば、彼の最も基本的な関心は「人を幸福にすること」にあった。そのためには個人としての人間と、社会（組織）の中の人間のどちらかのアプローチをする必要があるが、ドラッカー自身が選択したのは後者だった。
ドラッカーは著書『マネジメント』で、従来の全体主義的な組織の手法を改め、自律した組織を論じ、前書きにおいて「成果をあげる責任あるマネジメントこそ全体主義に代わるものであり、われわれを全体主義から守る唯一の手立てである」と述べている。
また、著書の『すでに起こった未来』（原題：The Ecological Vision）では、みずからを生物環境を研究する自然生態学者とは異なり人間によってつくられた人間環境に関心を持つ「社会生態学者」と規定している。
ドラッカーの思想は、組織や企業経営の分野にとどまらず、個人のプロフェッショナル成長の分野にも及んでいた。いわゆるナレッジワーカーが21世紀のビジネス環境で生き残り、成功するためには、「自己の長所（強み）」や「自分がいつ変化すべきか」を知ること、そして、「自分が成長できない環境から迅速に抜け出すこと」を勧めていた。新しい挑戦こそが、プロフェッショナルの成功に貢献すると主張していた。
ドラッカーの著書の日本での売り上げはダイヤモンド社刊行分だけで累計400万部余り（ドラッカー博士を悼んで）。
大学入試のために書いた論文「パナマ運河と世界貿易におけるその役割」がオーストリアの経済誌の目にとまり、その編集部から招待され、編集会議に参加する。そこで、当時の副編集長で後の経済人類学者カール・ポランニーと出会い、以後長い交友関係を結ぶ。ドラッカーの記述によれば、アメリカのベニントン大学の教授職をポランニーに紹介し、彼の『大転換』執筆のきっかけともなったとあるが、後の検証によればその記述は誇張や誤りだらけであり信憑性に欠ける。
二大政党制を高評価し、多党制に否定的である。

## 影響
欧米だけでなく、日本の企業人や経営学者らに多大な影響を与え、ドラッカー学会が2005年に設立されている。
岩崎夏海の小説『もし高校野球の女子マネージャーがドラッカーの『マネジメント』を読んだら』（通称『もしドラ』）は、高校の野球部の女子マネージャーが、偶然に入手したドラッカーの『マネジメント』の内容を部の改革に活かす内容で、日本でのドラッカーのブームに一役買った。これは2010年3月17日放送のNHKクローズアップ現代『よみがえる“経営の神様”ドラッカー』（出演：上田惇生、糸井重里） でも紹介された。NHK総合テレビジョンでアニメ化（2011年4月）、映画化（同年6月）もされている。
コピアポ鉱山落盤事故に遭遇した作業員たちのリーダーであるルイス・アルベルト・ウルスアは、ドラッカーの愛読者である。

## 日本へのドラッカー学説の紹介
日本では、1956年に立教大学で教えていた野田一夫が、当時の日本で馴染みのなかったドラッカーの著書『The Practice of Management』の邦訳書である『現代の経営』を出版し、日本に初めてドラッカーの学説を紹介した。当初、野田はこの本を出版するにあたってダイヤモンド社へ話を持って行ったが、「ピーター・ドラッカーという人の名前は聞いたことがありません。」ということで断られてしまったため、別の出版社（自由国民社）から出すこととなった。その頃は、どこの出版社も、あまり経営書の翻訳を出していない時代であった。出版されると同書はベストセラーとなり、日本でドラッカーが知られる契機となった。後年、ダイヤモンド社はペーパーバックの翻訳権をとって、現代経営研究会訳の『現代の経営』を遅ればせながら出版している。

## 日本古美術コレクターとして
ドラッカーには、日本の古美術コレクターとしての側面もあり、自身により「山荘コレクション」と名付けられている。ドラッカーと日本美術との出会いは、1934年（1933年説もある）6月、ロンドンのバーリアントン・アーケードで催されていたロイヤル・アカデミー会員の夏季展示会に行こうとして迷い込んだ、日本政府主催の日本美術展覧会を見た経験による。その後、第二次世界大戦下、米国の首都ワシントンD.C.に滞在すると、国外有数の日本美術コレクションがあるフリーア美術館で昼休みを過ごした。この時ドラッカーは書庫の一隅を与えられ、資料写真から選んだ数点の絵画をそこで見ることを許された。そんなある日、学芸員から「いつも日本の絵画、特に室町水墨画を請求されているのに気がついていましたか」と語りかけられ、ドラッカーはこの時初めて自分の好みを理解したという。こうして日本美術を勉強したドラッカーは1959年に初来日し、式部輝忠の扇面画と清原雪信の芙蓉図を購入、これらが最初のコレクションとなった。後に雪村周継作品などが加わった。
コレクションは室町水墨画と、近世の禅画や南画が主で、特に南画はコレクションの3分の1を占める。逆に国外のコレクターに人気が高い浮世絵は、肉筆浮世絵を含めて全くない。室町水墨画には、日本国内の美術館やコレクターでも所蔵していない遺品が極めて少ない画家や、伝記が殆ど知られていない画家が何人もおり、コレクションの特筆すべき特徴と言える。人から「コレクションを作るために、最も大切なことは何か」と問われると、「良い先生を見つけること」だと言う。ドラッカーは自身の先生として、日本有数の古美術商だった瀬津伊之助や藪本宗四郎や、美術史家の田中一松や松下隆章、島田修二郎、ジョン・マックス・ローゼンフィールドらを挙げている。
コレクションはドラッカー没後に散逸が懸念されたが、ある日本企業が197点を購入し、千葉市美術館に寄託した。2019年4月13日から一部が所蔵作品展として公開される予定である。

## 批判
ウォール・ストリート・ジャーナルは、1987年に行われた複数の講演を調査し、ドラッカーはときに事実に厳密でないと報じた。たとえば、日本の三井物産では英語が全社員の（社内）公用語だとある講演で語ったが、これは正確ではなかった。ドラッカーは「私が逸話を用いるのは論点を明確にするためであり、歴史を書くためではない」と弁明した。
ドラッカーは未来予想でも知られるが、その予想は必ずしも当たっていない。たとえば米国の金融センターはニューヨークからワシントンへ移るだろうと予想していた。
また、ドラッカーの核心的概念のひとつである目標による管理には欠陥があり、効率的に機能するかは必ずしも立証されていないとする指摘もある。批評家のデール・クルーガー（Dale Krueger）は、このシステムを実施するのは難しく、企業は目標を達成するために結局は統制を過度に重視し、創造性の育成に反することになってしまうと述べた。
ドラッカーの古典的な著作である「企業とは何か」ではゼネラルモーターズを批判しているが、当時同社は世界で最も成功した会社と考えられていた。多くのGMの幹部たちは、その後長期間にわたってドラッカーを歓迎されない人物と考えた。アルフレッド・スローンはドラッカーを名指しして攻撃するようなことはしなかったが、GMの経営に対するドラッカーの批判は「完全な的外れ」だと考えていた。だが 1970年代以降は輸入車との競争に苦しみ低迷、2009年6月1日に連邦倒産法第11章の適用を申請し倒産、国有化された。

## 著書

### 単著
- 『経済人の終わり――新全体主義の研究』（東洋経済新報社、1963年） - 1939年著作。ナチス・ドイツによるユダヤ人大量虐殺や独ソ不可侵条約を予言。これに対して、当時のイギリス首相ウィンストン・チャーチルが激賞。
- 『変貌する産業社会』（ダイヤモンド社、1959年）
- 『明日のための思想』（ダイヤモンド社、1960年）
- 『明日を経営するもの』（日本事務能率協会、1960年）
- 『新しい社会と新しい経営』（ダイヤモンド社、1961年）
- 『競争世界への挑戦――日本の経営に提言する』（日本事務能率協会、1962年）
- 『経営とはなにか』（日本事務能率協会、1964年）
- 『産業にたずさわる人の未来』（東洋経済新報社、1964年）
- 『創造する経営者』（ダイヤモンド社、1964年）
- 『現代の経営（上・下）』（ダイヤモンド社、1965年） - 1954年著作。目標管理を提唱。マネジメント・ブームに火をつける。
- 『産業人の未来』（未來社、1965年）1942年著作。この著書をきっかけにゼネラルモーターズから会社組織の変革と再建を依頼され、大成功を収める。「改革の原理としての保守主義」という副題を付けられてダイヤモンド社から1998年に復刊。
- 『会社という概念』（東洋経済新報社、1966年） - 1946年著作。「事業部制」など企業の組織戦略について分権化の概念を提唱。
- 『現代大企業論（上・下）』（未來社、1966年）
- 『経営哲学』（日本経営出版会、1966年）
- 『経営者の条件』（ダイヤモンド社、1966年）
- 『ドラッカー経営名言集』（ダイヤモンド社、1967年）
- 『知識時代のイメージ――人間主体社会を考える』（ダイヤモンド社、1969年）
- 『断絶の時代――来たるべき知識社会の構想』（ダイヤモンド社、1969年） - 知識社会の到来、起業家の時代、経済のグローバル化などを予言。
- 『知識社会への対話』（日本事務能率協会、1970年）
- 『マネジメント――課題・責任・実践』（ダイヤモンド社、1974年）『マネジメントーー務め・責任・実践』（有賀裕子訳、日経BPクラシックス、2008年）1973年著作。
- 『見えざる革命――来たるべき高齢化社会の衝撃』（ダイヤモンド社、1976年） - 高齢化社会の行く末を暗示。『年金基金社会主義』なる造語が使われている。
- 『企業の革新』（ダイヤモンド社、1978年）
- 『日本成功の代償 [Toward the next economics, and other essays]』ダイヤモンド社、1981年。OL OL37792461M。全国書誌番号:81035052。 (翻訳前 三浦雅士、竹中平蔵は『新しい経済学を求めて』と呼んでいた[13])
  - 原著:  Toward the next economics, and other essays. en:Harper & Row. (1981). ISBN 0060148284. OL 22090335M
- 『イノベーションと企業家精神――実践と原理』（ダイヤモンド社、1985年）
- 『新しい現実――政府と政治、経済とビジネス、社会および世界観にいま何がおこっているか』（ダイヤモンド社、1989年）
- 『非営利組織の経営――原理と実践』（ダイヤモンド社、1991年）ISBN 978-4-478-30705-2 (2007年新訳)  - 非営利団体 (NPO) の台頭を予告。その衰退を防ぐ方策にも言及。
- 『未来企業―生き残る組織の条件』（ダイヤモンド社、1992年）
- 『ポスト資本主義社会――21世紀の組織と人間はどう変わるか』（ダイヤモンド社、1993年）
- 『未来への決断――大転換期のサバイバル・マニュアル』（ダイヤモンド社、1995年）
- 『明日を支配するもの――21世紀のマネジメント革命』（ダイヤモンド社、1999年）
- 『プロフェッショナルの条件――いかに成果をあげ、成長するか』（ダイヤモンド社、2000年）
- 『チェンジ・リーダーの条件――みずから変化をつくりだせ!』（ダイヤモンド社、2000年）
- 『イノベーターの条件――社会の絆をいかに創造するか』（ダイヤモンド社、2000年）
- 『マネジメント[エッセンシャル版] - 基本と原則』（ダイヤモンド社、2001年）
- 『ネクスト・ソサエティ――歴史が見たことのない未来がはじまる』（ダイヤモンド社、2002年）
- 『実践する経営者――成果をあげる知恵と行動』（ダイヤモンド社、2004年）
- 『企業とは何か――その社会的な使命』（ダイヤモンド社、2005年） - 1946年著作『会社という概念』の新訳。
- 『テクノロジストの条件――はじめて読むドラッカー』（ダイヤモンド社、2005年）
- 『ドラッカー20世紀を生きて――私の履歴書』（日本経済新聞社、2005年）
- 『ドラッカー――365の金言』（ダイヤモンド社、2005年）
- 『ドラッカーの遺言』（講談社、2006年）
- 『ドラッカー わが軌跡』（ダイヤモンド社、2006年） - 自伝『傍観者の時代』の新訳。ピーターが生涯知り合った様々な人物とその人生およびその時代背景を描いた作品。主な登場人物にはフロイトやGM中興の祖アルフレッド・スローン、雑誌『TIME』『LIFE』の創刊者ヘンリー・ルースなどがいる。
- 『まんがと図解でわかる   ドラッカー リーダーシップ論』（宝島社、2011年）

### 編著
- 『今日なにをなすべきか――明日のビジネス・リーダー』（ダイヤモンド社、1972年）
- 『非営利組織の「自己評価手法」――参加型マネジメントへのワークブック』（ダイヤモンド社、1995年）

### 共編著
- （小林宏治）『構想と決断 NECとともに』（ダイヤモンド社、1989年、ISBN 4478300313）、英題『The Rise of NEC』（Blackwell Business、1991年）
- （G・J・スターン）『非営利組織の成果重視マネジメント――NPO・行政・公益法人のための「自己評価手法」』（ダイヤモンド社、2000年）